# Клямри (Польща)
Клямри (пол. Klamry, нім. Klammer) — село в Польщі, у гміні Хелмно Хелмінського повіту Куявсько-Поморського воєводства.
Населення — 581 особа (2011).
У 1975-1998 роках село належало до Торунського воєводства.

## Демографія
Демографічна структура станом на 31 березня 2011 року:
|          | Загалом | Допрацездатний вік | Працездатний вік | Постпрацездатний вік |
| -------- | ------- | ------------------ | ---------------- | -------------------- |
| Чоловіки | 281     | 60                 | 202              | 19                   |
| Жінки    | 300     | 76                 | 182              | 42                   |
| Разом    | 581     | 136                | 384              | 61                   |